# Paracoccidioidomicosisproctitissarcomucosis
Paracoccidioidomicosisproctitissarcomucosis (иногда сокращается до «Paracocci») − мексиканская музыкальная грайндкор-группа, играющая в жанрах гор-грайнд и порно-грайнд. Основана в 1999 году. Тематика песен посвящена разным заболеваниям: паракокцидиомикоз, проктит, воспаление слизистой оболочки прямой кишки, саркома, злокачественная опухоль и т. п. Название группы является длинным и тяжело запоминаемым и представляет собой названия болезней, собранных в одно длинное слово.

## Дискография

### Студийные альбомы
- «Satyriasis and Nymphomania» (2002)
- «Aromatica Germenexcitación en Orgías De Viscosa Y Amarga Putrefacción» (2007)

### Демоальбомы
- «Cunnilingus» (1999)
- «Lynphatic Descomposition Esquistosomiasis» (2001)

## Состав
- Christoph (Obstetra Penetrador Himeneal) — вокал, бас-гитара
- Isaac (Ginecólogo Necrolamedor Clitoral) — вокал, гитара
- Roberto (Proctólogo Destructor de Esfínteres) — барабаны